# Дан сећања на српске жртве у Другом светском рату
Дан сећања на српске жртве у Другом светском рату је државни празник Републике Србије. Овај празник се празнује 21. октобра и обележава радно. Обележава се као спомен на 21. октобар 1941. године и крваву јесен 1941. године када су немачке окупационе трупе извршиле масовни ратни злочин над цивилима у Крагујевцу и широм Србије. На суђењу током Нирнбершког процеса прихваћена је чињеница да је у Крагујевцу стрељано око 7.000 цивила, а накнадна истраживања су утврдила имена 2.792 убијених.
Овај празник је постао званичан државни празник Србије у децембру 2011. године када је Народна скупштина Републике Србије усвојила измене Закона о државним и другим празницима.
Дан сећања на српске жртве у Другом светском рату је први пут званично обележен 21. октобра 2012. године у Крагујевцу у Спомен-парку Крагујевачки октобар. Скупу је присуствовао председник Србије Томислав Николић, државни званичници Србије, представници дипломатског кора, Српске православне цркве, локалне самоуправе и бројни грађани.